# Euagrus luteus
Espèce
Euagrus luteus est une espèce d'araignées mygalomorphes de la famille des Euagridae.

## Distribution
Cette espèce est endémique du Querétaro au Mexique,. Elle se rencontre dans des cavités vers Pinal de Amoles.

## Description
La femelle holotype mesure 9 mm.
La carapace de la femelle holotype mesure 3,8 mm de long sur 2,8 mm.

## Publication originale
- Gertsch, 1973 : A report on cave spiders from Mexico and Central America. Association of Mexican Cave Studies Bulletin, vol. 5, p. 141-163.